# کیتا (اوساکا)

بخش کیتا (به ژاپنی: 北区 Kita-ku) یکی از مناطق ۲۴ گانه اوساکا در ژاپن است.